# O Filii et Filiae

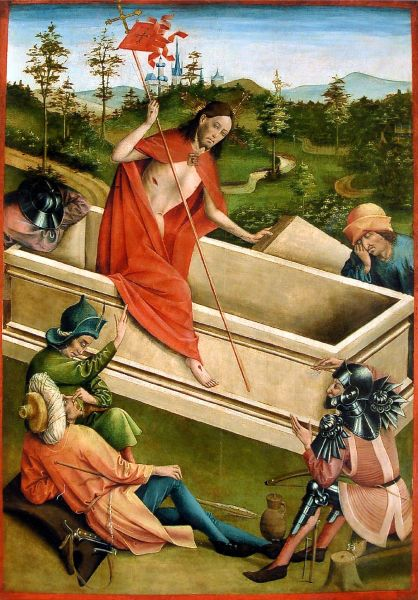
Johann Koerbeke, Zmartwychwstanie

O Filii et Filiae – hymn śpiewany w Kościele katolickim w okresie Wielkanocy. Napisany został przez franciszkanina Jeana Tisseranda OFM (zm. 1494).

## Tekst
Alleluia, Alleluia, Alleluia.
O filii et filiae,
Rex caelestis, Rex gloriae
morte surrexit hodie.
℟  Alleluia
Ex mane prima Sabbati
ad ostium monumenti
accesserunt discipuli.
℟  Alleluia
Et Maria Magdalene,
et Iacobi, et Salome
Venerunt corpus ungere
℟  Alleluia
In albis sedens angelus
praedixit mulieribus:
In Galilaea est Dominus.
℟  Alleluia
Et Ioannes apostolus
cucurrit Petro citius,
monumento venit prius.
℟  Alleluia
Discipulis astantibus,
in medio stetit Christus,
dicens: Pax vobis omnibus.
℟  Alleluia
Ut intellexit Didymus
quia surrexerat Iesus,
remansit fere dubius.
℟  Alleluia
Vide Thoma, vide latus,
vide pedes, vide manus,
noli esse incredulus.
℟  Alleluia
Quando Thomas vidit Christum,
pedes, manus, latus suum,
dixit: Tu es Deus meus.
℟  Alleluia
Beati qui non viderunt
et firmiter crediderunt;
vitam aeternam habebunt.
℟  Alleluia
In hoc festo sanctissimo
sit laus et iubilatio:
benedicamus Domino.
℟  Alleluia
Ex quibus nos humillimas
devotas atque debitas
Deo dicamus gratias.
℟  Alleluia